# Demi-soliste
Demi-soliste peut avoir deux significations dans le vocabulaire de la danse.
La première s'applique à une danse solo exécutée par un membre du corps de ballet. Ces danses sont souvent exécutées par paires. Cela signifie que deux membres du corps de ballet dansent ensemble, fréquemment « en miroir ».
De telles danses sont habituellement chorégraphiées pour une paire de ballerines mais peuvent occasionnellement être écrites pour plus de deux danseurs/danseuses. Pourtant, rares sont les ballets comportant des danses pour un couple de demi-solistes ou deux ou plus.
Lors d'un gala ou d'une représentation extraordinaire, un danseur principal voire le soliste d'une compagnie, peut danser un « demi » rôle.
La deuxième signification, du mot demi-soliste, est son rang dans la compagnie de ballet et veut dire second soliste. Un tel rang est plus fréquent dans les compagnies européennes tout en sachant que le Ballet national du Canada et le Houston Ballet ont, dans leurs rangs, des demi-solistes.